# Joeri de Kamps
Joeri de Kamps (Amsterdam, 10 februari 1992) is een Nederlands voetballer die als defensieve middenvelder speelt. Hij speelt vanaf januari 2016 bij Slovan Bratislava, dat hem overnam van NAC Breda.

## Carrière

### Ajax
De Kamps speelde in de jeugd bij JOS Watergraafsmeer en Diemen voor hij in 2000 bij Ajax kwam. Begin 2013 ging een verhuurperiode naar Almere City FC niet door vanwege een blessure. In oktober 2011 zat hij voor het eerst bij de selectie van het eerste team.
De Kamps behoort gedurende het seizoen 2013/14 tot de selectie van Jong Ajax die zijn toegetreden tot de Jupiler League.
Op 5 augustus 2013 debuteerde de Kamps in het betaald voetbal in een wedstrijd in de Jupiler League met Jong Ajax (2-0 winst) tegen Telstar. In de thuiswedstrijd tegen Jong FC Twente op 30 augustus 2013 kreeg de Kamps in de 52e minuut zijn tweede gele kaart van die wedstrijd waardoor Ajax verder moest met tien man bij een 1–0 voorsprong. Ondanks de rode kaart van de Kamps wist Ajax de wedstrijd alsnog winnend af te sluiten met 2–1.

### Verhuur aan sc Heerenveen
Op 2 september 2013, de slotdag van de Nederlandse transfermarkt, werd bekendgemaakt dat De Kamps het resterende seizoen 2013/14 verhuurd werd aan sc Heerenveen. Op 21 september 2013 maakte hij zijn officiële debuut voor sc Heerenveen. In een Eredivisiewedstrijd uit bij Roda JC Kerkrade verving De Kamps in de 80e minuut Eikrem.

### NAC Breda
Op 22 mei 2014 maakte NAC Breda officieel bekend dat de Kamps overgenomen werd van Ajax. Hij tekende voor drie jaar, per 1 juli 2014. De Kamps maakte op 9 augustus 2014 zijn officiële debuut voor NAC, tijdens de eerste speelronde van de Eredivisie, in een thuiswedstrijd tegen Excelsior die eindigde in 1–1. Hij begon in de basiself en werd in de 83e minuut vervangen door Joey Suk. De Kamps scoorde op 23 september 2014 in de KNVB Beker wedstrijd uit tegen Spakenburg, die met 4-3 werd gewonnen. Hij was in de 43e minuut verantwoordelijk voor de 2-1. De Kamps kreeg op zaterdag 25 april 2015, in de wedstrijd tegen Heracles Almelo, zijn twaalfde gele kaart van het seizoen. Daarmee evenaarde hij het Eredivisie-record van Guy Ramos uit het seizoen 2011/12. Met NAC degradeerde hij na afloop van het seizoen 2014/15 uit de Eredivisie. Na de degradatie kwam De Kamps, mede door een hardnekkige peesblessure, tijdens de eerste seizoenshelft amper aan spelen toe. Hierdoor kreeg hij van NAC de gelegenheid om naar een andere club te zoeken.

### Slovan Bratislava
De Kamps maakte begin januari 2016 een overstap naar Slovan Bratislava, waar hij een contract voor 3,5 jaar tekende. Hij debuteerde op 27 februari 2016 voor de club, uit tegen koploper AS Trenčín (2-0 winst). De Kamps begon in de basis en werd na ruim een uur spelen vervangen door Granwald Scott. Hij eindigde het jaar met Slovan Bratislava op de tweede plaats in de Fortuna Liga. De Kamps was op dat moment de enige Nederlander bij de club, maar hier kwam in aanloop naar het volgende seizoen verandering in. Slovan Bratislava legde in mei en juni 2016 zowel Lorenzo Burnet, Lesly de Sa, Ruben Ligeon als Mitchell Schet vast.

## Carrièrestatistieken
Beloften
| Seizoen | Club      |                    | Competitie     | Competitie | Competitie |
| Seizoen | Club      | Wed.               | Competitie     | Dlp.       |            |
| ------- | --------- | ------------------ | -------------- | ---------- | ---------- |
| 2013/14 | Jong Ajax | Vlag van Nederland | Jupiler League | 5          | 0          |
| Totaal  | Totaal    | Totaal             | Totaal         | 5          | 0          |

Senioren
| Seizoen         | Club              |                    | Competitie      | Competitie | Competitie | Beker | Beker | Internationaal | Internationaal | Overig1 | Overig1 | Totaal | Totaal |
| Seizoen         | Club              | Wed.               | Competitie      | Dlp.       | Wed.       | Dlp.  | Wed.  | Dlp.           | Wed.           | Dlp.    | Wed.    | Dlp.   |        |
| --------------- | ----------------- | ------------------ | --------------- | ---------- | ---------- | ----- | ----- | -------------- | -------------- | ------- | ------- | ------ | ------ |
| 2013/14         | → sc Heerenveen   | Vlag van Nederland | Eredivisie      | 12         | 0          | 1     | 0     | —              | —              | 0       | 0       | 13     | 0      |
| Club totaal     | Club totaal       | Club totaal        | Club totaal     | 12         | 0          | 1     | 0     | 0              | 0              | 0       | 0       | 13     | 0      |
| 2014/15         | NAC Breda         | Vlag van Nederland | Eredivisie      | 29         | 0          | 3     | 1     | —              | —              | 2       | 0       | 34     | 1      |
| 2015/16         | NAC Breda         | Vlag van Nederland | Eerste divisie  | 6          | 0          | 1     | 0     | —              | —              | —       | —       | 7      | 0      |
| Club totaal     | Club totaal       | Club totaal        | Club totaal     | 35         | 0          | 4     | 1     | 0              | 0              | 2       | 0       | 41     | 1      |
| 2015/16         | Slovan Bratislava | Vlag van Slowakije | Fortuna Liga    | 13         | 0          | 4     | 0     | 0              | 0              | —       | —       | 17     | 0      |
| 2016/17         | Slovan Bratislava | Vlag van Slowakije | Fortuna Liga    | 22         | 4          | 0     | 0     | 3              | 0              | —       | —       | 25     | 4      |
| 2017/18         | Slovan Bratislava | Vlag van Slowakije | Fortuna Liga    | 19         | 0          | 4     | 0     | 0              | 0              | —       | —       | 23     | 0      |
| 2018/19         | Slovan Bratislava | Vlag van Slowakije | Fortuna Liga    | 23         | 0          | 1     | 0     | 2              | 0              | —       | —       | 26     | 0      |
| 2019/20         | Slovan Bratislava | Vlag van Slowakije | Fortuna Liga    | 19         | 0          | 6     | 0     | 13             | 0              | —       | —       | 38     | 0      |
| 2020/21         | Slovan Bratislava | Vlag van Slowakije | Fortuna Liga    | 28         | 0          | 5     | 0     | 1              | 0              | —       | —       | 34     | 0      |
| 2021/22         | Slovan Bratislava | Vlag van Slowakije | Fortuna Liga    | 6          | 0          | 2     | 0     | 9              | 0              | —       | —       | 17     | 0      |
| Club totaal     | Club totaal       | Club totaal        | Club totaal     | 130        | 4          | 22    | 0     | 28             | 0              | 0       | 0       | 180    | 4      |
| 2021/22         | →Sparta Rotterdam | Vlag van Nederland | Eredivisie      | 1          | 0          | 0     | 0     | —              | —              | —       | —       | 1      | 0      |
| Carrière totaal | Carrière totaal   | Carrière totaal    | Carrière totaal | 177        | 4          | 27    | 1     | 28             | 0              | 2       | 0       | 234    | 5      |

Bijgewerkt t/m 25 januari 2022.

## Interlandcarrière

### Jeugdelftallen
Als jeugdspeler speelde De Kamps voor het Nederlands elftal onder 17, 19 en 20 jaar. Op 2 augustus 2013 werd bekendgemaakt dat bondscoach Albert Stuivenberg de Kamps had opgeroepen voor de 32-koppige voorselectie van Jong Oranje. Dit was de eerste keer dat hij deel uitmaakte van een selectie van Jong Oranje. Op 9 augustus 2013 werd bekendgemaakt dat De Kamps ook tot de definitieve selectie van 22 spelers behoorde. Vervolgens maakte de Kamps op 14 augustus 2013 in de vriendschappelijke wedstrijd tegen Jong Tsjechië zijn debuut voor Jong Oranje. Hij verving in de tweede helft Tonny Trindade de Vilhena.
| Jeugdinterlands van Joeri de Kamps | Jeugdinterlands van Joeri de Kamps | Jeugdinterlands van Joeri de Kamps | Jeugdinterlands van Joeri de Kamps | Jeugdinterlands van Joeri de Kamps | Jeugdinterlands van Joeri de Kamps |
| Team (№ interlands)                | Datum                              | Wedstrijd                          | Uitslag                            | Soort Wedstrijd                    | Doelpunten                         |
| Als speler bij Ajax                | Als speler bij Ajax                | Als speler bij Ajax                | Als speler bij Ajax                | Als speler bij Ajax                | Als speler bij Ajax                |
| ---------------------------------- | ---------------------------------- | ---------------------------------- | ---------------------------------- | ---------------------------------- | ---------------------------------- |
| Onder 17 (1.)                      | 10 februari 2009                   | Nederland – Tsjechië               | 0 – 4                              | La Manga '09                       |                                    |
| Onder 17 (2.)                      | 12 februari 2009                   | Turkije – Nederland                | 2 – 2                              | La Manga '09                       |                                    |
| Onder 17 (3.)                      | 19 maart 2009                      | Nederland – Azerbeidzjan           | 1 – 0                              | Kwalificatie EK 2009               |                                    |
| Onder 17 (4.)                      | 24 maart 2009                      | Nederland – Kroatië                | 3 – 0                              | Kwalificatie EK 2009               |                                    |
| Onder 19 (1.)                      | 7 september 2010                   | Griekenland – Nederland            | 3 – 1                              | Vriendschappelijk                  |                                    |
| Onder 19 (2.)                      | 9 februari 2011                    | Frankrijk – Nederland              | 1 – 1                              | Vriendschappelijk                  |                                    |
| Onder 19 (3.)                      | 24 maart 2011                      | Italië – Nederland                 | 1 – 0                              | Vriendschappelijk                  |                                    |
| Onder 19 (4.)                      | 19 mei 2011                        | Nederland – Israël                 | 1 – 1                              | Kwalificatie EK 2011               |                                    |
| Onder 19 (5.)                      | 21 mei 2011                        | Nederland – Tsjechië               | 0 – 1                              | Kwalificatie EK 2011               |                                    |
| Onder 19 (6.)                      | 24 mei 2011                        | Rusland – Nederland                | 1 – 1                              | Kwalificatie EK 2011               |                                    |
| Onder 20 (1.)                      | 29 februari 2012                   | Nederland – Denemarken             | 3 – 0                              | Vriendschappelijk                  |                                    |
| Onder 21 (1.)                      | 14 augustus 2013                   | Tsjechië – Nederland               | 1 – 0                              | Vriendschappelijk                  |                                    |

## Erelijst
Slovan Bratislava
- Fortuna Liga: 2018/19, 2019/20
- Slovnaft Cup: 2016/17, 2017/18, 2019/20